# Karl Büchner (Altphilologe)
Karl Büchner (* 6. August 1910 in Gaschwitz; † 19. November 1981 in Denzlingen) war ein deutscher klassischer Philologe, der als Professor an der Albert-Ludwigs-Universität Freiburg wirkte (1943–1976).

## Leben

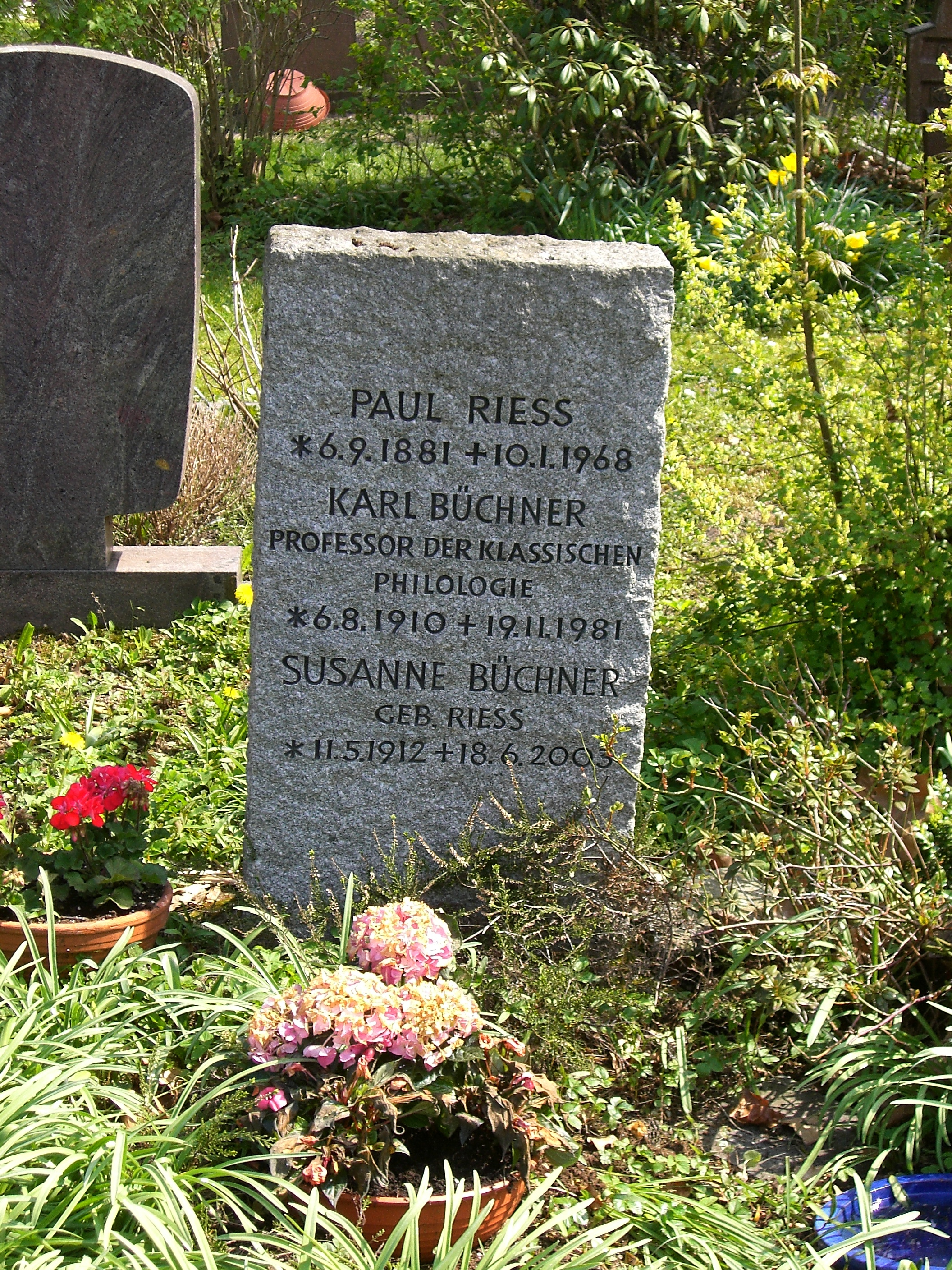
Grab Büchners auf dem Hauptfriedhof Freiburg im Breisgau

Nach dem Abitur in Leipzig bezog Büchner 1930 die dortige Universität, um Klassische Philologie zu studieren. Zu seinen Lehrern zählten neben Friedrich Klingner, der ihn besonders anregte, Erich Bethe, Alfred Körte, Karl Reinhardt und Wolfgang Schadewaldt. 1935 wurde er mit der Dissertation Beobachtungen über Vers und Gedankengang bei Lukrez promoviert und arbeitete von 1936 bis 1939 am Leipziger Philologischen Seminar. Seine Habilitation erreichte er 1938 mit einer Schrift über die Andria des Terenz. Nach einer Lehrstuhlvertretung an der Universität Göttingen (1939) wurde er bei Ausbruch des Zweiten Weltkriegs zum Kriegsdienst eingezogen. 1942 erhielt er im Feld einen Ruf als außerordentlicher Professor von der Universität Freiburg, dem er erst 1943 nachkommen konnte, als er in Russland schwer verwundet wurde. Er war seit 1933 Mitglied der SA, beantragte am 18. Juni 1937 die Aufnahme in die NSDAP und wurde rückwirkend zum 1. Mai desselben Jahres aufgenommen (Mitgliedsnummer 4.302.197), trat jedoch in Lehre und Forschung nicht im Sinne der herrschenden Ideologie hervor. Nach dem Krieg schrieb er über seine Tätigkeit: „Meine Schuld ist die eines jeden heil davongekommenen Deutschen, nicht Märtyrer geworden zu sein.“
In der Nachkriegszeit bemühte sich Büchner um den Wiederaufbau des Freiburger Lehrbetriebs, 1948/49 als Dekan der Philosophischen Fakultät. 1949 wurde er zum ordentlichen Professor ernannt und lehnte im gleichen Jahr einen Ruf nach Heidelberg ab. Büchner beteiligte sich am Aufbau des Freiburger Studentenwerks. In den 1950er und 1960er Jahren verzeichnete die Freiburger Universität einen enormen Zuwachs an Studenten der Klassischen Philologie: Teilweise saßen über 400 Hörer in seiner Vorlesung. 1976 wurde Büchner emeritiert, jedoch hielt er bis zu seinem Tod 1981 weiterhin Seminare und Kolloquien.
Büchner war Mitherausgeber der Schriftenreihen Zetemata und Hermes. Einzelschriften sowie der Zeitschrift Hermes (seit 1952). Die Universitäten Glasgow, Salamanca und Straßburg verliehen ihm die Ehrendoktorwürde.

## Werk
Büchner setzte sich intensiv mit den Gebieten der lateinischen Philosophie, Dichtung und Geschichtsschreibung auseinander. Besonders seine Übersetzungen erfuhren weite Verbreitung (häufig im Reclam-Verlag als Taschenbücher). Neben seinen breitgefächerten Forschungsgebieten war er auch bei Einzelthemen ein führender Experte seiner Zeit. So verfasste er für Paulys Realencyclopädie der classischen Altertumswissenschaft den Brief- und Fragmentteil im umfangreichen Artikel über Cicero und den Artikel Vergil und die Artikel Cicero und Vergil im Kleinen Pauly.

## Schriften (Auswahl)
- Horaz (= Jahresbericht über die Fortschritte der klassischen Altertumswissenschaft. Supplementband. 267, ZDB-ID 3921-4). Reisland, Leipzig 1939, (Unveränderter reprographischer Nachdruck, 2. Auflage. Wissenschaftliche Buchgesellschaft, Darmstadt 1969; ebenda 1974, ISBN 3-534-04626-9).
- Der Aufbau von Sallusts Bellum Jugurthinum (= Hermes. Einzelschriften. 9). Steiner, Wiesbaden 1953.
- P. Vergilius Maro. Der Dichter der Römer. Druckenmüller, Stuttgart 1956 (aus Paulys Realencyclopädie).
- Humanitas Romana. Studien über Werke und Wesen der Römer. Winter, Heidelberg 1957.
- Römische Literaturgeschichte. Ihre Grundzüge in interpretierender Darstellung (= Kröners Taschenausgabe. 247). Kröner, Stuttgart 1957 (6. Auflage. Kröner, Stuttgart 1994, ISBN 3-520-24706-2).
- Überlieferungsgeschichte der lateinischen Literatur des Altertums, in: Geschichte der Textüberlieferung der antiken und mittelalterlichen Literatur, von Herbert Hunger u. a., mit einem Vorwort von Martin Bodmer; Atlantis Verlag, Zürich 1961–1964, Band 1 S. 309–422.
- Cicero. Bestand und Wandel seiner geistigen Welt. Winter, Heidelberg 1964.
- als Herausgeber: Das neue Cicerobild (= Wege der Forschung. 27). Wissenschaftliche Buchgesellschaft, Darmstadt 1971, ISBN 3-534-04565-3.
- Das Theater des Terenz (= Bibliothek der klassischen Altertumswissenschaften. Neue Folge 4). Winter, Heidelberg 1974, ISBN 3-533-02295-1.
- Die römische Lyrik. Texte, Übersetzungen, Interpretationen, Geschichte. Reclam, Stuttgart 1976, ISBN 3-15-010257-X.
- mit Hans von Campenhausen, Wolfgang Schadewaldt, Franz Wieacker: Römische Welt und lateinische Sprache heute (= Veröffentlichungen der Katholischen Akademie der Erzdiözese Freiburg. 31). Badenia, Karlsruhe 1977, ISBN 3-7617-0131-4.
- als Herausgeber: Latein und Europa. Traditionen und Renaissancen. Reclam, Stuttgart 1978, ISBN 3-15-010270-7.
- Römertum. Versuch einer Wesensbestimmung (= Reclams Universal-Bibliothek. 7634). Reclam, Stuttgart 1980, ISBN 3-15-007634-X.